# Saki Kumagaiová
Saki Kumagaiová (japonsky 熊谷 紗希, * 17. října 1990 Sapporo) je japonská fotbalistka.

## Reprezentační kariéra

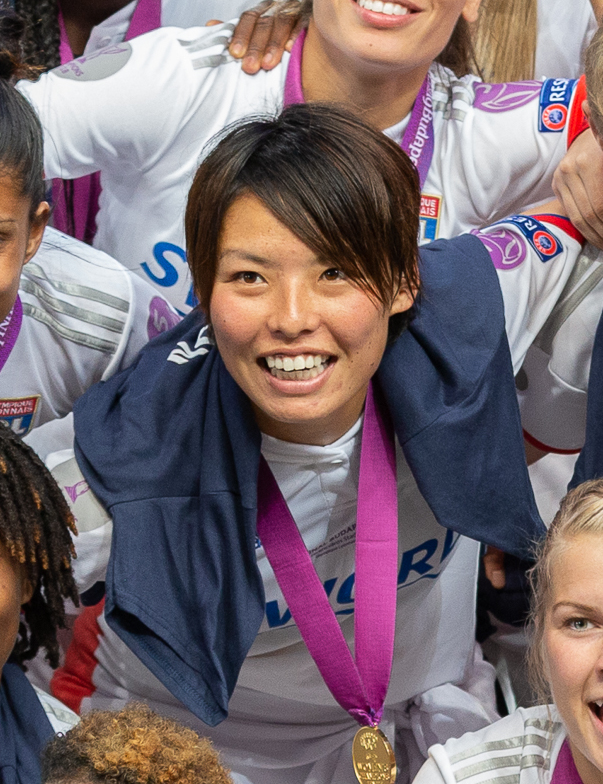
Saki Kumagaiová (2019)

Za japonskou reprezentaci v letech 2008 až 2019 odehrála 110 reprezentačních utkání. Byla členkou japonské reprezentace i na Mistrovství světa ve fotbale žen 2011, 2015, 2019 a Letních olympijských hrách 2012.

## Statistiky
| Japonsko | Japonsko | Japonsko |
| Roky     | Záp.     | Góly     |
| -------- | -------- | -------- |
| 2008     | 2        | 0        |
| 2009     | 0        | 0        |
| 2010     | 15       | 0        |
| 2011     | 16       | 0        |
| 2012     | 16       | 0        |
| 2013     | 9        | 0        |
| 2014     | 5        | 0        |
| 2015     | 11       | 0        |
| 2016     | 7        | 0        |
| 2017     | 9        | 0        |
| 2018     | 10       | 0        |
| 2019     | 10       | 1        |
| Celkem   | 110      | 1        |

## Úspěchy

### Reprezentační
- Letní olympijské hry:  2012
- Mistrovství světa:  2011;  2015
- Mistrovství Asie:  2018;  2008, 2010